# Giáo hoàng Alexanđê II
Alexanđê II (Latinh: Alexander II) là người kế nhiệm Giáo hoàng Nicholas II và là vị giáo hoàng thứ 156.
Theo niên giám tòa thánh năm 1861 thì ông đắc cử Giáo hoàng năm 1006 và ở ngôi Giáo hoàng trong 11 năm 6 tháng 21 ngày. Niên giám tòa thánh năm 2003 xác định triều đại của ông kéo dài từ ngày 1 tháng 10 năm 1061 cho tới ngày 21 tháng 4 năm 1073.

## Trước khi trở thành giáo hoàng
Giáo hoàng Alexander II sinh tại Baggio, Milan, thuộc Lombarđi của đế quốc La Mã thần thánh vào khoảng năm 1010 hoặc 1015 với tên thật là Anselme de Lucques. Ông được đào tạo ở Cluny, bên cạnh Hildebrand. Ông bắt đầu sự nghiệp công khai bằng sự thuyết giảng.
Tại Lombarđi, ông tấn công những phong tục của hàng giáo sĩ, đặc biệt là sự kết hôn của các linh mục.
Tổng Giám mục Guido tức giận tố cáo ông với hoàng đế Henry III. Thay vì lên án ông, hoàng đế lại giao phó cho ông việc thuyết giảng tại Đức. Năm 1057, Anselmô lại được giao phó tòa Giám mục Lucques.
Sau đó ông được bổ nhiệm làm đặc sứ tông tòa ở Milan, lần đầu tiên năm 1057 cùng với Hildebrand và lần thứ hai vào năm 1059 cùng với Phêrô Đamianô.

## Giáo hoàng

### Bầu cử
Sau sắc lệnh của Giáo hoàng Nicolas II năm 1059, Giáo hoàng Alexander II đã được bầu theo cách thức mới, tức là được các hồng y Giám mục bầu lên. Mặc dù lúc đó ông không phải là hồng y. Một thông báo được gửi đến hoàng đế vì ông này không biết việc đó. Các hồng y xét rằng đặc quyền của hoàng đế đã bị bãi bỏ.
Anselme được đăng quang Giáo hoàng ngày 30 tháng 9. Nổi giận vì bị tước mất quyền bầu cử trước kia của mình, những người Rô ma kêu ca lên thái hậu Agnès, người nhiếp chính cho con trai còn trẻ của bà là Henricô IV. Hoàng đế Henry IV không thừa nhận cuộc đắc cử của ông và cho ông là phản Giáo hoàng (anti-pope).

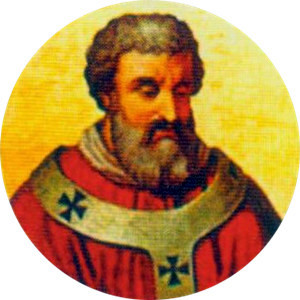
Một bức chân dung khác của Giáo hoàng Alexander II

Agnès đã triệp tập một hội nghị ở Balê. Hội nghị này tất cả các hồng y đều vắng mặt, đã bầu một Giáo hoàng khác lấy danh hiệu là Honorius II (28-10-1061 – 1072). Tình trạng này đã kích động gây ra nhiều cuộc nổi loạn đẫm máu, trong suốt thời gian đó quân Norman luôn đứng về phía Giáo hội.

### Triều đại
Ông lên án sự mạn thánh và lạc thuyết Niôla.
Ông cho phép cuộc hôn nhân của Mathilde de Flandres với Guillaume le Conquérant. Ông quan tâm đến tôn giáo hơn chính trị và không ngại can thiệp vào cải cách hàng giáo sĩ Pháp. Alexander II được coi là một vị Giáo hoàng cải cách.
Có sử gia cho rằng trước khi xuất quân đánh Anh quốc, quận công Guillaume le Conquérant xứ NorMan die đã đến xin phép đức Alexander II và được ngài trao kỳ hiệu thánh Phê-rô (năm 1006?) (G.de Plinval: Le drame Politique du moyen âge, le sacerdoce et lé princes trong: Histoire illustrée de l’Église, Paris 1946, Q.I, tr 343).
Năm 1083, ông biến la Reconquista thành thánh chiến, bằng việc ban một đại xá cho các binh sĩ tham gia vào việc đánh chiếm Barbastre, thành phố Aragon do quân Môritani nắm giữ.